# Gírgola d'olivera
La flota d'olivera, gírgola d'olivera o bolet d'oliu (Omphalotus olearius, del grec omphalós -melic- i otós -orella-, per la depressió que té a la part central. Olearius en llatí vol dir "relatiu a les oliveres" i fa al·lusió als arbres on creix) és tòxic i bioluminiscent.

## Morfologia
Té un barret de 4 a 12 cm, d'un bell color ataronjat, més aviat carnós, però molt prim cap al marge, que sol ser ondulat en els exemplars ben desenvolupats. De petit està tancat, però aviat s'obre i acaba en forma d'embut.
Les làmines són molt decurrents, fines i atapeïdes, i tenen una curiosa particularitat: són bioluminescents, és a dir, emeten una llum tènue, blanc-verdosa, visible en una habitació a les fosques. La intensitat de la llum no és sempre la mateixa, depèn de l'edat del bolet (els més joves són els més actius) i dels llocs on s'han collit. A Centreuropa, asseguren poder llegir un periòdic a la llum d'aquests bolets, la qual cosa no s'ha pogut corroborar mai amb les gírgoles d'olivera recollides a Catalunya.
Com en la majoria dels bolets que surten de soques en grups nombrosos, el peu sol ser tort i sovint no ix del bell mig del barret, sinó tirat cap a un cantó. Peu, làmines i barret són pràcticament del mateix color.
La carn és groga, la del peu més fosca, i fa una certa olor d'oli ranci.

## Hàbitat
Surt en flotes sobre vells troncs i arrels d'olivera, i també d'altres planifolis (com alzines i roures, no mai sobre els pins), des de l'estiu fins a final d'any.

## Toxicitat
És un bolet tòxic, ja que provoca greus trastorns, com ara vòmits, diarrees i forts mals de ventre a la poca estona d'haver-ne menjat.

## Risc de confusió
Fóra lamentable confondre aquest bolet amb els rossinyols, que creixen a terra, són de color més grogós i no tenen làmines, sinó plecs. També pot confondre's amb el fals rossinyol (Hygrophoropsis aurantiaca), de semblant color, però que creix sobre fusta i té làmines bifurcades, el qual, bé que no és metzinós, és de dubtós valor culinari i no val la pena collir-lo.

## Galeria

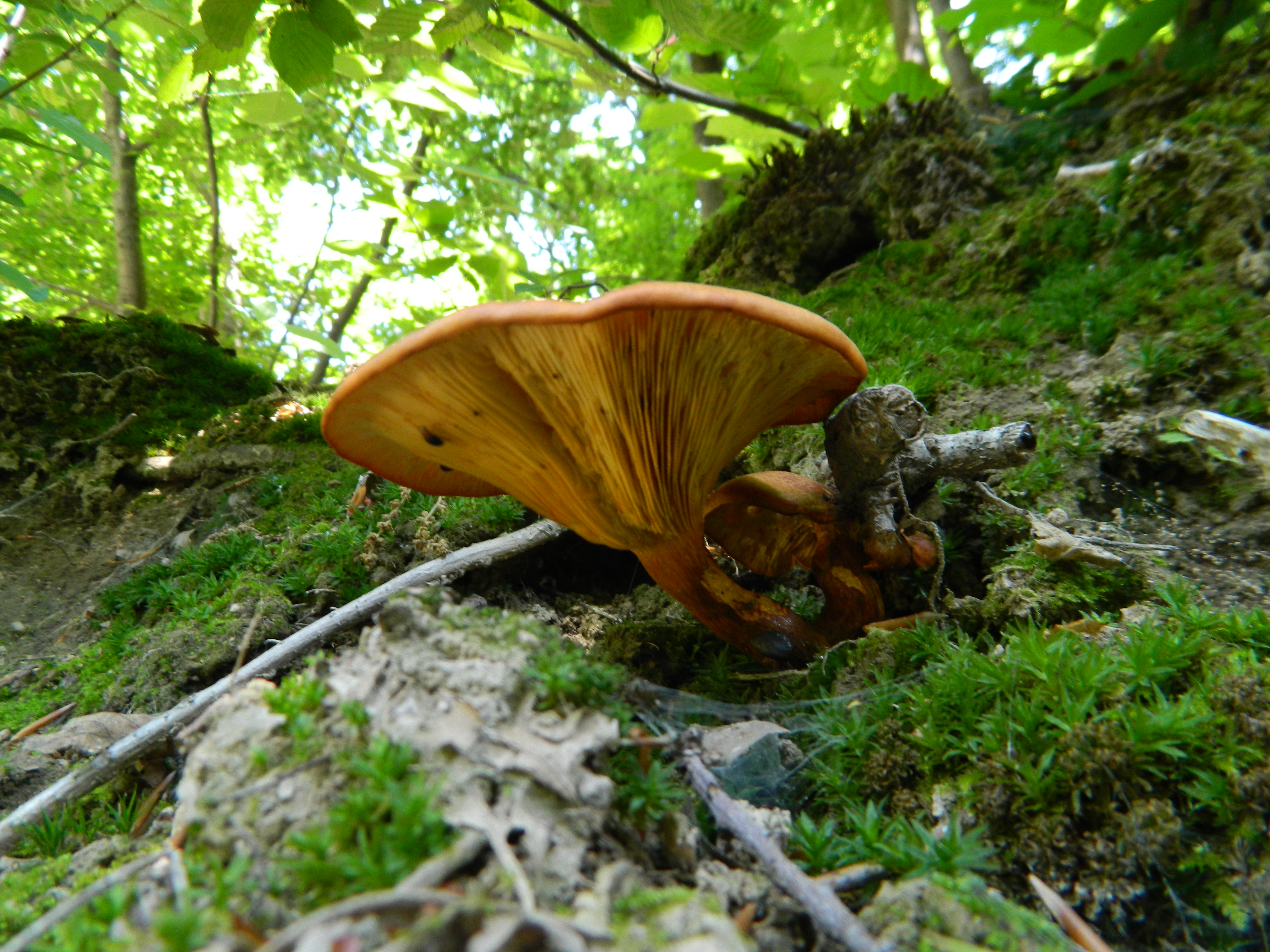
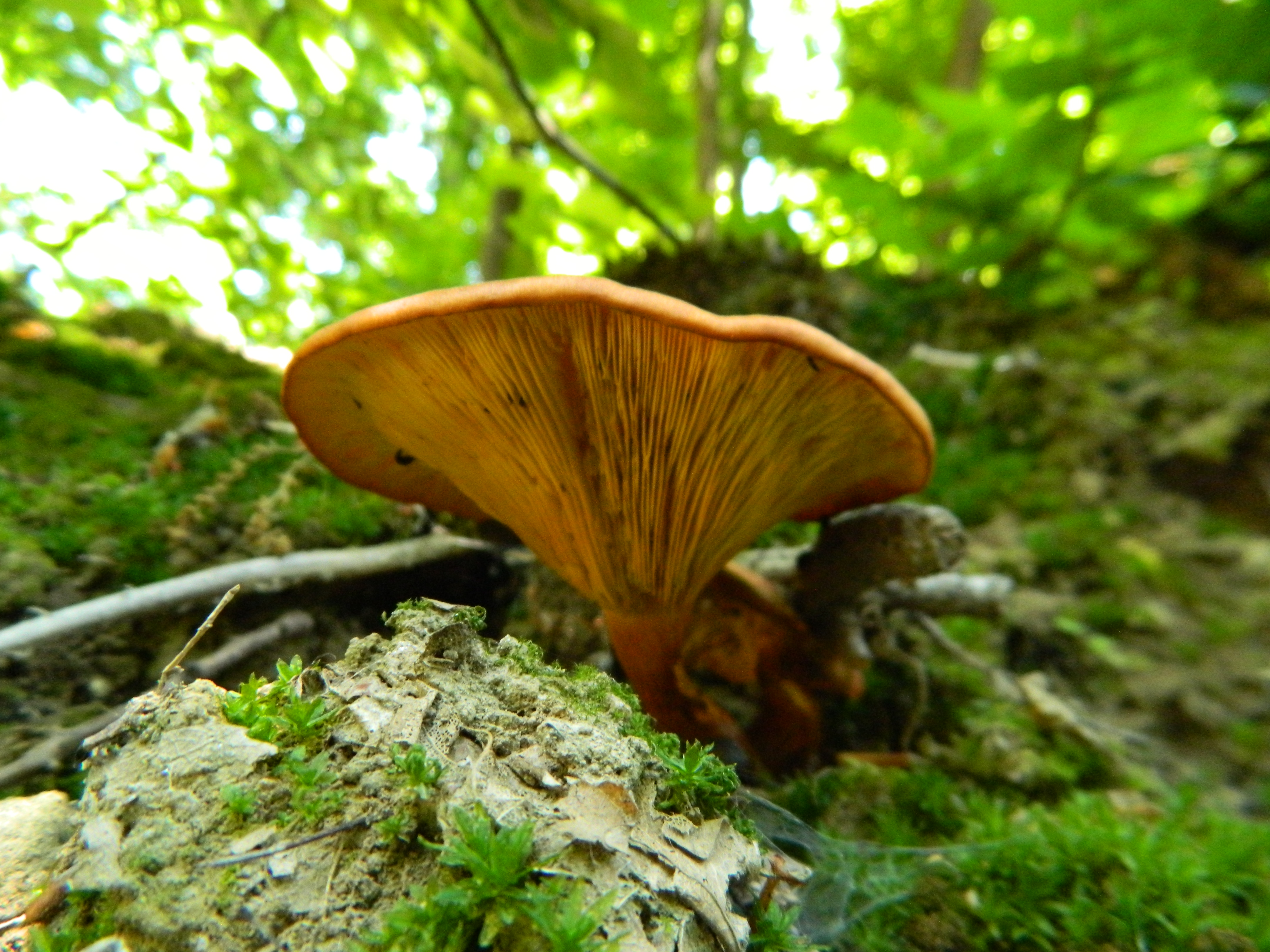
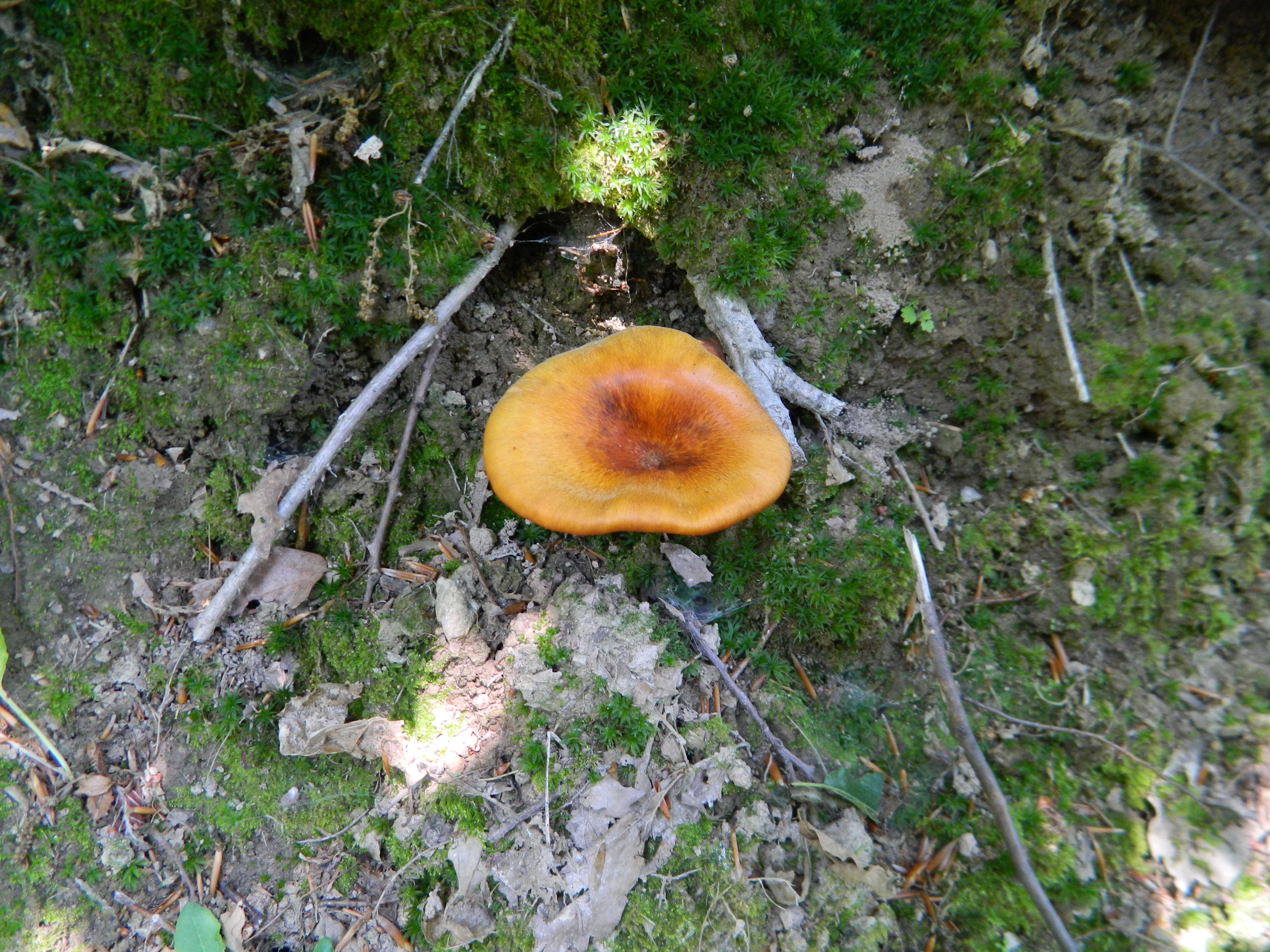
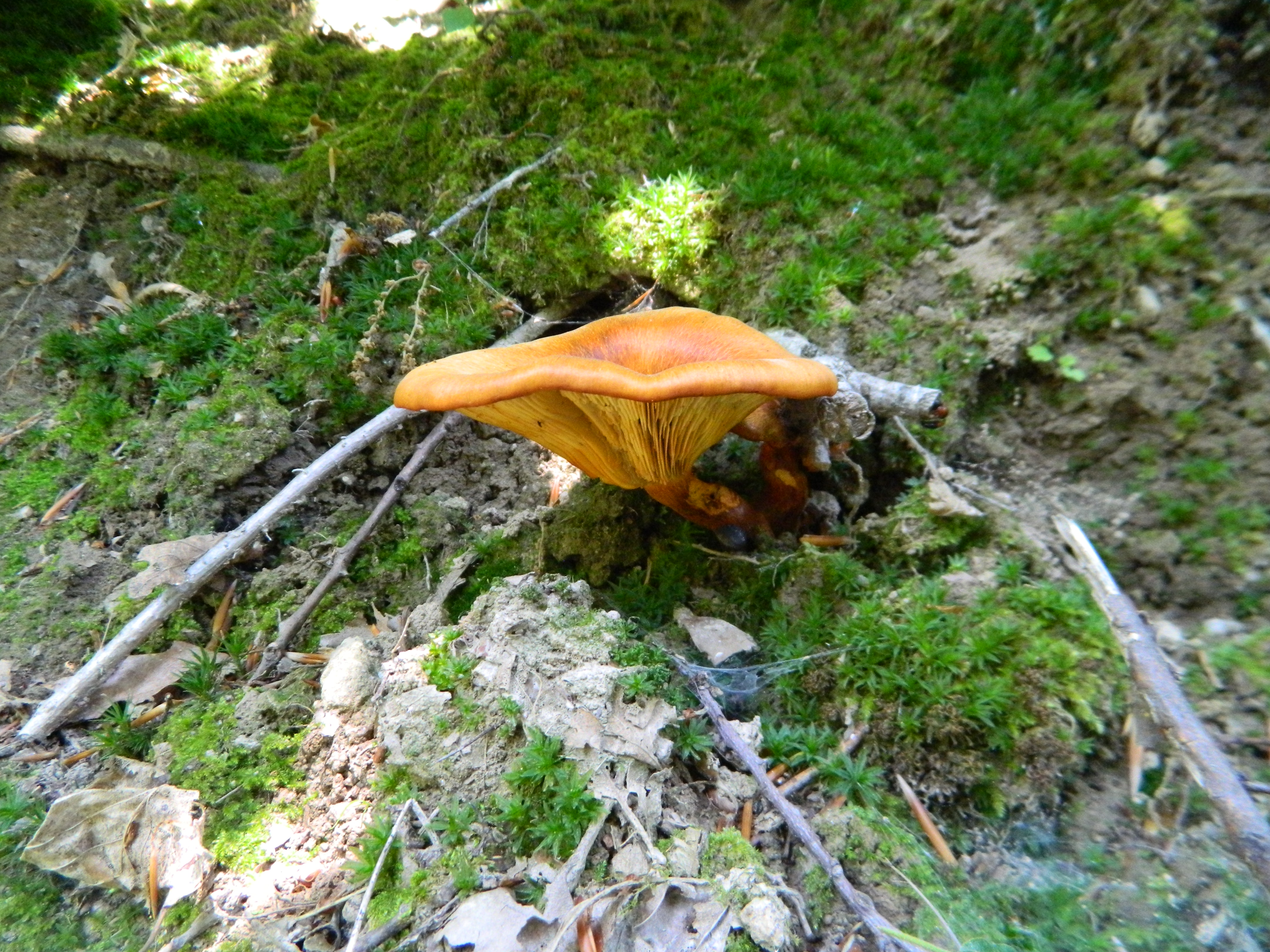
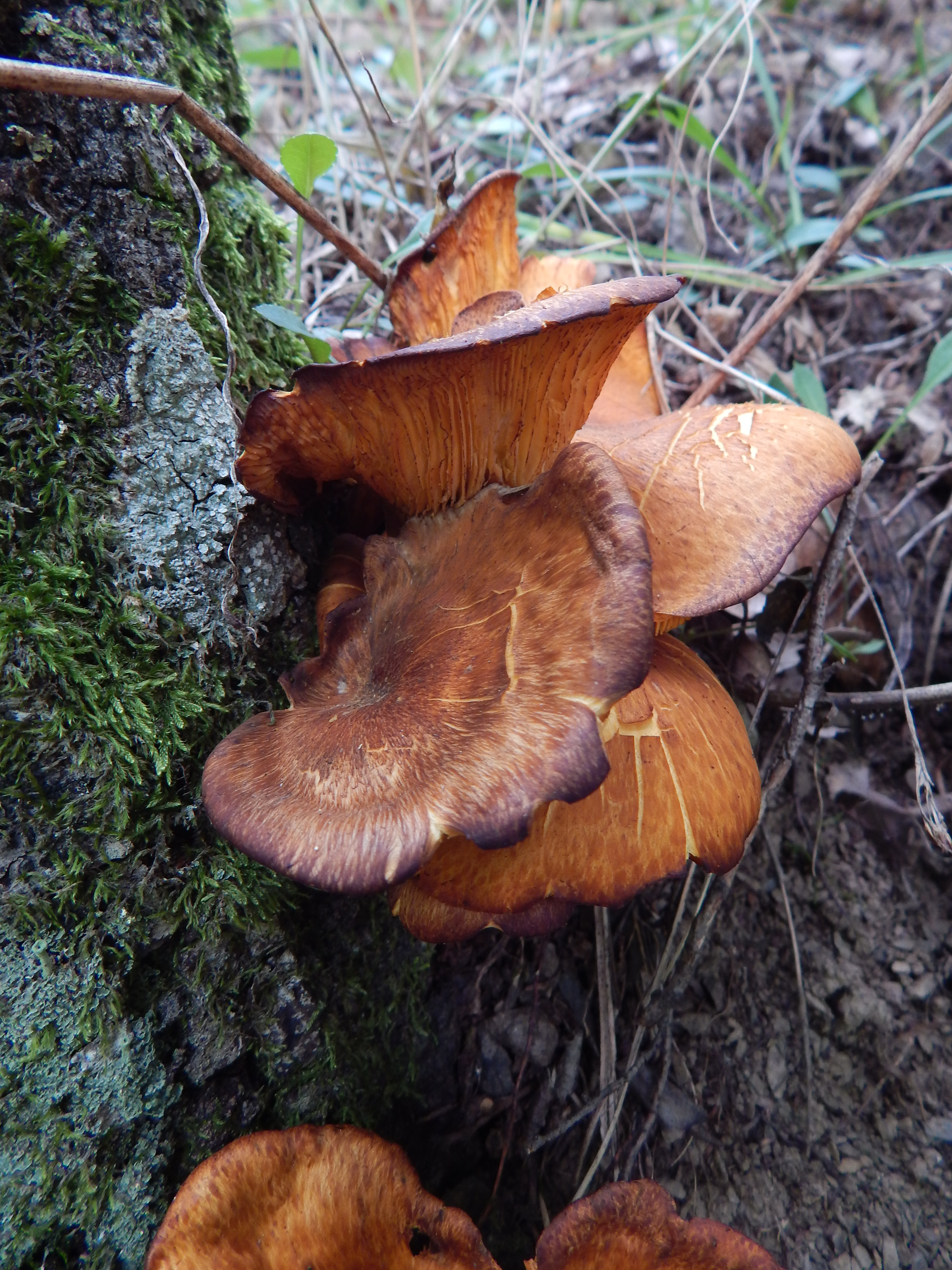